# Thibaut Vandenbussche
Thibaut Vandenbussche (Wetteren, 17 juli 1987) is een Belgische schaker met een FIDE-rating van 2404 in 2016; hij is sinds 2015 Internationaal Meester (IM). 
- In 2007 werd hij jeugdkampioen van België bij de elite.
- Bij het achtste Batavia Schaaktoernooi in 2012, gehouden in Amsterdam,  behaalde hij een zevende plaats met 4 pt. uit 9 partijen.[1]
- In 2015 vertegenwoordigde hij België op het Europees landenkampioenschap in Reykjavík.[2]
- Hij vertegenwoordigde België op de Schaakolympiades van 2010 in Chanty-Mansiejsk, 2015 in Tromsø en 2017 in Baku.

## Externe koppelingen
- (en)   Informatie over schaakpartijen van Thibaut Vandenbussche op ChessGames.com
- (en)   Informatie over schaakpartijen van Thibaut Vandenbussche op 365chess.com
- (en)  FIDE-ratinggegevens voor Thibaut Vandenbussche